# فلیکس
فلیکس (به اسپانیایی: Felix) دهستانی در استان آلمریای اسپانیا است.
در این دهستان ۵۳۴ نفر زندگی می‌کنند. مساحت این دهستان ۸۱ کیلومتر مربع است.